# XXXIII edició de la Mostra de València
La XXXIII edició de la Mostra de València, coneguda oficialment com a XXXIII Mostra de València - Cinema del Mediterrani, va tenir lloc entre el 18 i el 28 d'octubre de 2018 a València. Arran dels canvis polítics produïts al País Valencià es va acordar recuperar el Festival, extingit el 2011, en el seu format original. En fou nomenada directora Rosa Roig Costa i responsable de programació Eduardo Guillot. El cartell de l'edició fou dissenyat per Boke Bazán. El pressupost es de 375.000 euros, dels quals 25.000 seran com a dotació econòmica per premis.
Es van projectar un total de 87 títols (67 llargmetratges, 6 migmetratges i 14 curtmetratges), en el qual es van comptar fins a 22 estrenes. Va acollir 35 convidats internacionals i 89 periodistes acreditats. Les sessions es van fer als Cines Babel i a la Filmoteca Valenciana. Va rebre un total de 9.178 espectadors. Les gales d'inauguració i clausura es fan fer al Palau de la Música de València.

## Pel·lícules exhibides

### Secció oficial
- Sheikh Jackson d'Amr Salama
- Fishbone d'Adán Aliaga
- Les Drapeaux de papier de Nathan Ambrosioni
- L'enkas de Sarah Marx
- Nom de dona de Marco Tullio Giordana
- Ghada El Eid (Heaven Without People) de Lucien Bourjeily
- Secret Ingredient de Gjorce Stavreski /
- Apatride de Narjiss Nejjar
- Whispering Sands de Nacer Khemir
- El Jaida de Selma Baccar
- Güvercin de Banu Sıvacı

### Secció informativa
- Capernaum de Nadine Labaki [8]
- The Marriage de Blerta Zeqiri
- Another Day of Life de Damian Nenow i Raúl de la Fuente
- Amerika Square de Yannis Sakaridis
- Desenterrando Sad Hill de Guillermo de Oliveira
- La noche de 12 años d'Álvaro Brechner
- Comme des garçons de Julien Hallard
- Mon tissu préféré de Gaya Jiji
- L'equilibrio de Vincenzo Marra
- Ila akher ezaman de Yasmine Chouikh

### Cicle Sèrie Negra a la francesa
- Ascenseur pour l'échafaud (1958) de Louis Malle[9]
- Le Trou (1960) de Jacques Becker
- Pierrot el boig (1965) de Jean-Luc Godard
- La Lune dans le caniveau (1983) de Jean-Jacques Beineix
- Tirez sur le pianiste (1960) de François Truffaut
- El samurai (1967) de Jean-Pierre Melville
- Polar (1984) de Jacques Bral
- Coup de torchon (1981) de Bertrand Tavernier
- Laissez bronzer les cadavres (2017) d'Hélène Cattet i Bruno Forzani
- Série noire (1979) d'Alain Corneau
- La Cérémonie (1995) de Claude Chabrol
- L'Instinct de mort (2008) de Jean-François Richet
- L'Ennemi public n° 1 (2008) de Jean-François Richet
- La plaga final (2007) de Régis Wargnier
- Llegeix-me els llavis (2001) de Jacques Audiard
- Du rififi chez les hommes (1955) de Jules Dassin

### CiclePalestina, ací i ara
- Lamma shoftak d'Annemarie Jacir
- Wajib d'Annemarie Jacir
- Dégradé d'Arab Nasser i Tarzan Nasser
- 3000 nights de Mai Masri
- Writing on Snow de Rashid Masharawi
- Al-Hob wa Al-Sariqa wa Mashakel Ukhra de Muayad Alayan
- Omar de Hany Abu-Assad
- Els informes de Sarah i Saleem de Muayad Alayan.

### Homenatge a Efthimis Filippou
- Kynodontas (2009) de Iorgos Lànthimos
- Alpeis (2011) de Iorgos Lànthimos
- Llagosta (2015) de Iorgos Lànthimos
- The Killing of a Sacred Deer (2017) de Iorgos Lànthimos
- Chevalier (2015) d'Athina Rachel Tsangari
- Baton (2017) d'Albert Moya

### Homenatge a Josep Anton Pérez Giner
- El bo, el lleig i el dolent (1966) de Sergio Leone[10]
- Juguetes rotos (1966) de Manuel Summers
- La muchacha de las bragas de oro (1980) de Vicente Aranda
- El pico (1983) d'Eloy de la Iglesia
- Mones com la Becky (1999) de Joaquim Jordà i Núria Villazán
- Radiacions (2012) de Judith Colell i Pallarès
- L'orquestra de les estrelles (2003) d'Eduard Cortés

### Homenatge aAbdellatif Kechiche
- La Faute à Voltaire (2000)
- L'Esquive (2004)
- La Graine et le Mulet (2007)
- Vénus noire (2010)

### Sessions especials
- Carrícola, pueblo en transición de José Albelda i Chiara Sgaramella
- El pintor de calaveras de Sigfrid Monleón
- Nadie nos mira de Julia Solomonoff
- In the middle of Norway de Mia P. Salazar

## Jurat
El jurat va estar presidit per la directora i actriu libanesa Rana Salem, i composta per l'actriu francesa Sabrina Seyvecou, el periodista i crític de cinema italià Marco Lombardi, la directora i productora tunisiana Khedija Lemkecher i la dissenyadora de so barcelonina Amanda Villavieja.

## Premis
- Palmera d'Or (25.000 euros): Güvercin de Banu Sıvacı [12][13]
- Palmera de Plata: Secret Ingredient de Gjorce Stavreski /
- Palmera de Bronze: Les Drapeaux de papier de Nathan Ambrosioni
- Palmera d'Honor: Abdellatif Kechiche i Efthimis Filippou[14][15]
- Premi al millor actor: Kemal Burak Alper per Güvercin de Banu Sıvacı
- Premi al millor guió: Banu Sıvacı per Güvercin
- Premi a la millor fotografia: Arda Yildrian per Güvercin de Banu Sıvacı
- Premi a la millor banda sonora: Canset Özge Can per Güvercin de Banu Sıvacı
- Premi al millor director: Gjorce Stavreski per Secret Ingredient /
- Premi À Punt: Nom de dona de Marco Tullio Giordana